# آب مشکین
آب مشکین، روستایی از توابع بخش شیرین‌سو شهرستان کبودرآهنگ در استان همدان ایران است.در این منطقه چشمه های آب شیرین و گوارای متعددی وجود دارد.زمین کشاورزی های پهناور و هموار می‌باشد.

## جمعیت
این روستا در دهستان مهربان علیا قرار دارد و براساس سرشماری مرکز آمار ایران در سال ۱۳۸۵، جمعیت آن ۲٬۱۱۳ نفر (۳۸۹خانوار) بوده‌است.